# SV Eintracht Gransee
Der SV Eintracht Gransee ist ein deutscher Fußball-Sportverein. Er ist in der im Norden Brandenburgs gelegenen Stadt Gransee ansässig.

## Porträt

### Sportgemeinschaft in der DDR
Der Sportverein Eintracht Gransee blickt in seiner Geschichte auf den am 7. September 1920 gegründeten Sportverein Gransee 1920 zurück. Dieser wurde nach dem Ende des Zweiten Weltkriegs von der sowjetischen Besatzungsmacht verboten. Als Ersatz durften sich lose strukturierte Sportgemeinschaften (SG) bilden. In der 6000 Einwohner zählenden Stadt Gransee entstand die SG Eintracht, die sich mit ihrer Fußballmannschaft 1949/50 an der Meisterschaft der Nordost-Staffel in der drittklassigen Bezirksklasse Brandenburg beteiligte. Dort errang die Sportgemeinschaft Platz eins und qualifizierte sich über neun Aufstiegsspiele für die Landesklasse Brandenburg. Diese war nach Einführung der neuen zweitklassigen DDR-Liga neue dritte Liga im DDR-Fußball. Eintracht Gransee schaffte nicht den Klassenerhalt und stieg als Letzter unter vierzehn Mannschaften wieder in die Bezirksklasse ab. 1953 erfolgte der Abstieg auf die Kreisebene, in der Gransee bis 1955 spielte. 
Während dieser Zeit wurde die SG Eintracht in eine Betriebssportgemeinschaft (BSG) umgewandelt. Als Trägerbetrieb fungierte der staatliche lokale Handel, dessen zentrale Sportvereinigung die SV Empor war. Demgemäß musste die Granseer BSG den Namen „Empor“ tragen. 1956 (Kalenderjahr-Spielzeit) spielte die BSG Empor für eine Saison in der nun fünftklassigen Bezirksklasse Potsdam. Während der folgenden drei Spielzeiten auf Kreisniveau trat mit der Volkspolizei ein neuer Träger bei der BSG ein, die daraufhin ihren Namen in „SG Dynamo“ änderte. In den 1960er Jahren war Dynamo Gransee bis auf zwei Spielzeiten (1965/66, 1966/67) erneut in der Bezirksklasse vertreten, die ab 1963 nach der Einstellung der II. DDR-Liga wieder viertklassig war. 1971 reichte ein zweiter Platz zum Aufstieg in die Bezirksliga, doch die SG Dynamo konnte sich dort nur zwei Spielzeiten lang halten. Anschließend gab es einen ständigen Wechsel zwischen Bezirksklasse und Kreisklasse. In den 1980er gab es noch einmal zwei Trägerwechsel, verbunden mit der Änderung des BSG-Namens. 1977 zog sich die Volkspolizei als Träger zurück, und ein Baubetrieb sprang in die Bresche, die BSG nannte sich daraufhin Aufbau Gransee. 1986 stiegen gleich drei Betriebe aus der Landwirtschaft und dem Handel bei der Betriebssportgemeinschaft ein, und der neue Name lautete nun Zentrale Sportgemeinschaft Rot-Weiß Gransee. Die ZSG war von 1987 bis 1990 noch einmal in der Bezirksklasse vertreten. Die letzte Saison im DDR-Fußball-Ligensystem beendete Rot-Weiß Gransee auf dem zweiten Platz ihrer Staffel in der Bezirksklasse. 

### Fußball-Sportverein
Nach der politischen Wende von 1989/90 konnte der Status einer Betriebssportgemeinschaft nicht mehr aufrechterhalten werden, weil aufgrund der veränderten wirtschaftlichen Verhältnisse in Ostdeutschland die Trägerbetriebe ihre Unterstützung für die ZSG aufgeben mussten. Die ZSG-Mitglieder mussten die Struktur ihrer Sportgemeinschaft ändern, und da aus Dynamo-Zeiten noch zahlreiche Polizisten in der ZSG aktiv waren, wurde die Sportgemeinschaft in den eingetragenen Verein PSV (Polizeisportverein) Gransee umgewandelt. Dieser trat nur noch als reiner Fußballverein auf. 1995 beschlossen die Vereinsmitglieder, den Verein in SV Eintracht Gransee umzubenennen. Die Granseer spielte lange Jahre auf Kreisniveau, ehe 2007 der Aufstieg in die damals siebtklassige Landesklasse Brandenburg gelang. 2012 mussten sie wieder den Gang in den Kreisfußball antreten. 